# مجلس قضاء بجاية
مجلس قضاء بجاية. انشأ بموجب الأمر 73-74 المؤرخ في 12 جويلية 1974 و الذي يتضمن إحداث مجالس قضائية.
يقع المجلس في وسط مدينة بجاية، يترأسه حاليا السيدة زيلابدي حورية والنائب العام رويني عبد الحميد ، يضم المجلس أربعة محاكم:
1. محكمة أميزور و فرع القصر.
2. محكمة أقبو و فرع تازمالت.
3. محكمة سيدي عيش.
4. محكمة خراطة.[1]

يتشكل المجلس من إحدى عشرة غرفة كما مُبين في الجدول:
| غرفة شؤون الأسرة             | الغرفة الإجتماعية            |
| الغرفة الجزائية القسم الثالث | الغرفة الإستعجالية           |
| الغرفة الجزائية القسم الأول  | غرفة الأحداث                 |
| لغرفة العقارية القسم الأول   | غرفة الإتهام                 |
| الغرفة المدنية               | الغرفة التجارية والبحرية     |
| الغرفة الجزائية القسم الثاني | الغرفة العقارية القسم الثاني |